# Cantó de Castelana
El cantó de Castelana és un cantó francès del departament dels Alps de l'Alta Provença, situat al districte de Castelana. Té 7 municipis i el cap és Castelana.

## Municipis
- Castelana
- Demandòus
- La Garda
- Peirolas
- Rogon
- Sant Julian de Verdon
- Solelhaç

## Història
| Data d'elecció                           | Identitat        | Partit           | Qualitat |
| ---------------------------------------- | ---------------- | ---------------- | -------- |
| 1961-1979                                | M. Leth          | FGDS, després PS |          |
| 1979-1992                                | Maurice Boniface | UDF              |          |
| 1992-1998                                | Michel Carle     | UDF              |          |
| 1998-                                    | Gilbert Sauvan   | PS               |          |
| les dades anteriors no són pas conegudes |                  |                  |          |
|                                          |                  |                  |          |

## Demografia
| 1962  | 1968  | 1975  | 1982  | 1990  | 1999  | 2006  |
| ----- | ----- | ----- | ----- | ----- | ----- | ----- |
| 1.505 | 1.598 | 1.630 | 1.821 | 1.905 | 2.082 | 2.430 |